# Boolova matrika
Boolova matríka [búlova ~] je v matematiki matrika z elementi iz Boolove algebre. Kadar se uporablja dvoelementna Boolova algebra, se Boolova matrika imenuje logična matrika. (V nekaterih kontekstih, zlasti v računalništvu, izraz »Boolova matrika« pomeni to omejitev.)
Naj je {\displaystyle U\!\,} netrivialna Boolova algebra (tj. z vsaj dvema elementoma). Presek, unija, komplementacija in vsebovanje elementov so izraženi v {\displaystyle U\!\,}. Naj je {\displaystyle V\!\,} zbirka matrik razsežnosti {\displaystyle n\times n\!\,}, ki imajo elemente, vzete iz {\displaystyle U\!\,}. Komplement takšne matrike se dobi z dopolnjevanjem vsakega elementa. Presek ali unija dveh takšnih matrik se dobi z uporabo operacije na elemente vsakega para elementov, da se dobi ustrezni presek ali unija matrik. Matrika je vsebovana v drugi matriki, če je vsak element prve vsebovan v ustreznem elementu druge.
Produkt dveh Boolovih matrik je izražen kot:
{\displaystyle (AB)_{ij}=\bigcup _{k=1}^{n}(A_{ik}\cap B_{kj})\!\,.}
Po mnenju nekega avtorja »matrike nad poljubno Boolovo algebro {\displaystyle \beta \!\,} izpolnjujejo večino značilnosti nad {\displaystyle \beta _{0}=\{0,1\}\!\,}. Razlog je v tem, da je vsaka Boolova algebra pod-Boolova algebra od {\displaystyle \beta _{0}^{S}\!\,} za neko množico {\displaystyle S\!\,}, nad algebrami {\displaystyle \beta _{0}^{S}\!\,} do {\displaystyle \beta _{n}^{S}\!\,} pa obstaja izomorfizem iz matrik {\displaystyle n\times n\!\,}.